# Sochaczew (Landgemeinde)
Die gmina wiejska Sochaczew ist eine selbständige Landgemeinde in Polen im Powiat Sochaczewski in der Woiwodschaft Masowien. Ihr Sitz befindet sich in der Stadt Sochaczew. Die Landgemeinde, zu der die Stadt Sochaczew selbst nicht gehört, hat eine Fläche von 91,4 km², auf der (Stand: 31. Dezember 2020) 11.148 Menschen leben.
Bekannt ist das Dorf Żelazowa Wola als Geburtsort des Komponisten Frédéric Chopin (1810–1849). Damals gehörte der Ort zur Gemeinde Brochów.

## Geographie

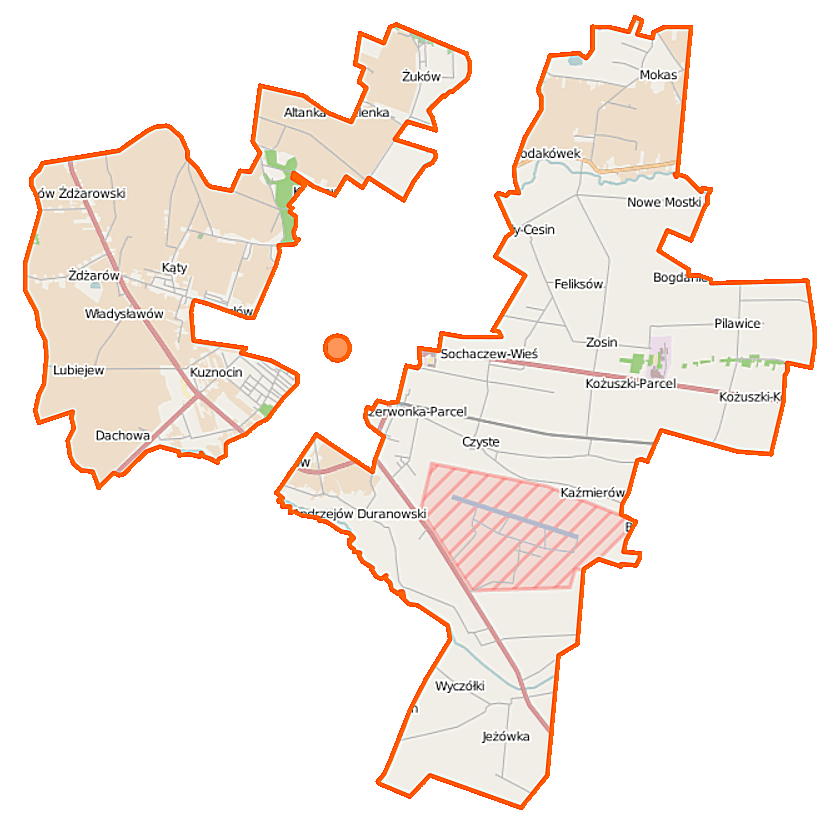
Karte der Landgemeinde

Das Gebiet der Landgemeinde wird durch die Stadt Sochaczew in einen westlichen und einen östlichen Teil geteilt. Sie liegt 50 Kilometer westlich von Warschau. Die Bzura durchzieht ihr Gebiet.

## Geschichte
Von 1975 bis 1998 gehörte die Landgemeinde zur Woiwodschaft Skierniewice.

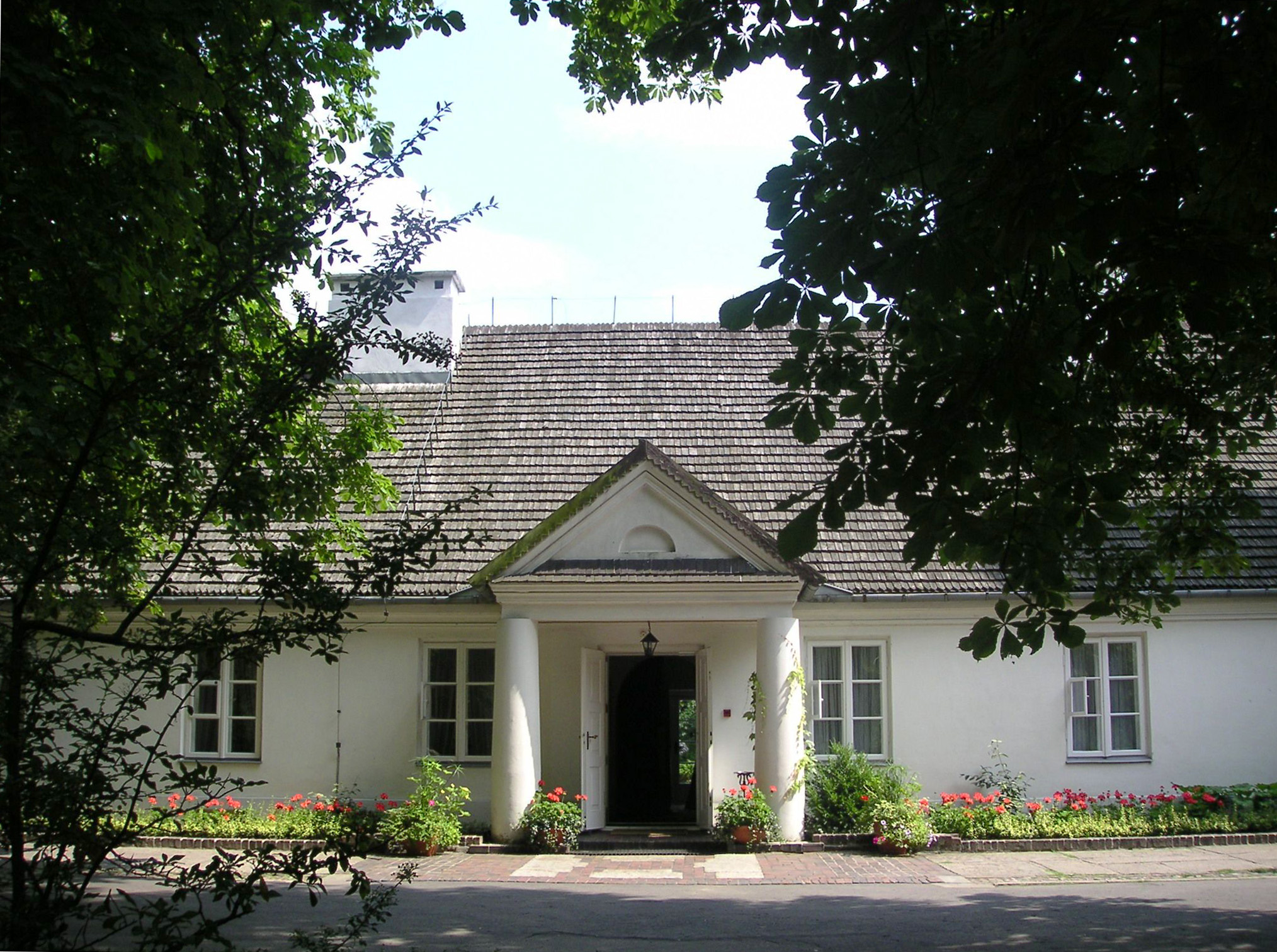
Chopins Geburtshaus in Żelazowa Wola, heute ein Museum

## Gemeindegliederung
Die Landgemeinde Sochaczew besteht aus 33 Schulzenämtern:
Altanka
Andrzejów Duranowski
Bielice
Bronisławy
Chodakówek
Chrzczany
Czerwonka-Parcel
Czyste
Dachowa
Dzięglewo
Feliksów
Gawłów
Janaszówek
Janówek Duranowski
Jeżówka
Karwowo
Kaźmierów
Kąty
Kożuszki-Parcel
Kuznocin
Lubiejew
Mokas
Nowe Mostki
Orły-Cesin
Pilawice
Rozlazłów
Sielice
Władysławów
Wojtówka
Wyczółki
Wymysłów
Żdżarów
Żuków
Weitere Orte der Gemeinde sind Antoniew, Bogdaniec, Halinów Żdżarowski, Kożuszki-Kolonia, Sielice-Kolonia, Sochaczew-Wieś, Stare Kąty, Zosin und Żelazowa Wola.